# Distrito electoral de Cairo (condado de Alexander, Illinois)
Cairo (en inglés: Cairo Precinct) es un distrito electoral ubicado en el condado de Alexander en el estado estadounidense de Illinois. En el Censo de 2010 tenía una población de 2831 habitantes y una densidad poblacional de 120,33 personas por km².

## Geografía
Cairo se encuentra ubicado en las coordenadas 37°0′23″N 89°10′58″O / 37.00639, -89.18278. Según la Oficina del Censo de los Estados Unidos, Cairo tiene una superficie total de 23.53 km², de la cual 18.05 km² corresponden a tierra firme y (23.29%) 5.48 km² es agua.

## Demografía
Según el censo de 2010, había 2831 personas residiendo en Cairo. La densidad de población era de 120,33 hab./km². De los 2831 habitantes, Cairo estaba compuesto por el 27.55% blancos, el 69.62% eran afroamericanos, el 0.21% eran amerindios, el 0.42% eran asiáticos, el 0.04% eran isleños del Pacífico, el 0.18% eran de otras razas y el 1.98% pertenecían a dos o más razas. Del total de la población el 0.39% eran hispanos o latinos de cualquier raza.